# Hulhudhuffaaru
Hulhudhuffaaru (malediw. ހުޅުދުއްފަރު) – wyspa na Malediwach; na atolu Raa; według danych szacunkowych na rok 2014 liczyła 1103 mieszkańców. Ośrodek turystyczny.